# LKT Trstená (constructeur)
 (avril 2025).
La mise en forme du texte ne suit pas les recommandations de Wikipédia : il faut le « wikifier ».
Les points d'amélioration suivants sont les cas les plus fréquents :
- Les titres sont pré-formatés par le logiciel. Ils ne sont ni en capitales, ni en gras.
- Le texte ne doit pas être écrit en capitales (les noms de famille non plus), ni en gras, ni en italique, ni en « petit »…
- Le gras n'est utilisé que pour surligner le titre de l'article dans l'introduction, une seule fois.
- L'italique est rarement utilisé : mots en langue étrangère, titres d'œuvres, noms de bateaux, etc.
- Les citations ne sont pas en italique mais en corps de texte normal. Elles sont entourées par des guillemets français : « et ».
- Les listes à puces sont à éviter, des paragraphes rédigés étant largement préférés. Les tableaux sont à réserver à la présentation de données structurées (résultats, etc.).
- Les appels de note de bas de page (petits chiffres en exposant, introduits par l'outil «  Source ») sont à placer entre la fin de phrase et le point final[comme ça].
- Les liens internes (vers d'autres articles de Wikipédia) sont à choisir avec parcimonie. Créez des liens vers des articles approfondissant le sujet. Les termes génériques sans rapport avec le sujet sont à éviter, ainsi que les répétitions de liens vers un même terme.
- Les liens externes sont à placer uniquement dans une section « Liens externes », à la fin de l'article. Ces liens sont à choisir avec parcimonie suivant les règles définies. Si un lien sert de source à l'article, son insertion dans le texte est à faire par les notes de bas de page.
- La présentation des références doit suivre les conventions bibliographiques. Il est recommandé d'utiliser les modèles {{Ouvrage}}, {{Chapitre}}, {{Article}}, {{Lien web}} et/ou {{Bibliographie}}. Le mode d'édition visuel peut mettre en forme automatiquement les références.
- Insérer une infobox (cadre d'informations à droite) n'est pas obligatoire pour parachever la mise en page.

Pour une aide détaillée, merci de consulter Aide:Wikification.
Si vous pensez que ces points ont été résolus, vous pouvez retirer ce bandeau et améliorer la mise en forme d'un autre article.
LKT (Lesný Kolesový Traktor) est un constructeur slovaque d'engins lourds de types tracteurs forestiers à roues (skidders ou débusqueurs) et abatteuses utilisés pour l'exploitation forestière. Il était d'abord connu sous le nom de ZTS Turciánske Strojárne Division Trstená  puis ZTS Lesné Traktory Trsténa, et les engins étaient commercialisés sous la marque ZTS puis la marque LKT à partir de 2004. L'entreprise faisait partie intégrante du conglomérat VHJ/ZTS et dépendait directement de sa maison mère ZTS Martin. Les usines de production sont situées à Trsténa en République slovaque (ex-Tchécoslovaquie). L'abréviation LKT signifie en français « tracteurs forestiers à roues » et ce type d'engins est surnommé "Lakatos" en Tchéquie et en Slovaquie. Le LKT-75 a été le tout premier tracteur forestier à roues développé et produit en série dans les pays de l'Europe centrale et de l'Est.
Depuis sa création en 1971, ce sont près de 17 000 engins LKT qui ont été construits et commercialisés sur le marché intérieur mais aussi à travers le monde grâce à l'entreprise de commerce extérieur Martimex,. Les tracteurs LKT ont été exportés dans plus de quarante pays dont la république Tchèque, la Pologne, l'Allemagne, l'Autriche, la Suisse, la France, la Norvège, la Grèce, la Russie, le Vietnam, les pays de l'Ex-Yougoslavie et de l'Union soviétique mais aussi à Cuba, au Canada, en Équateur, en Afrique et en Nouvelle-Zélande. Dans les années 1980 au plus fort de son activité, l'entreprise a employé jusqu'à 1 000 salariés avec un pic annuel de production de 1 000 engins jusqu'à la révolution de Velours,,,.
Depuis les années 2000, LKT a dû s'adapter et faire des choix pour affronter l'évolution du marché si bien que le constructeur a considérablement modernisé l'ensemble de ses tracteurs forestiers et chaque tracteur est fabriqué sur mesure selon les besoins des clients. En 2025, le catalogue se compose des modèles LKT 60, LKT 130 ITL, LKT 150 et LKT 210, des tracteurs forestiers à roues équipés de technologies électroniques de pointe. Si les premiers tracteurs LKT étaient propulsés par des moteurs Zetor puis Martin Diesel, depuis 2006, ils sont équipés de moteurs modernes JCB et Cummins.

## Histoire

### Les origines[9]

#### Le "Badger" de VS Kŕtiny
Depuis le milieu du siècle dernier, un peu partout dans le monde la mécanisation a commencé à s'implanter de manière significative dans le travail forestier. Les pionniers en matière de développement de technologies modernes destinés à l'exploitation forestière ont été principalement les pays scandinaves, les États-Unis d'Amérique ainsi que le Canada. En ex-Tchécoslovaquie, des machines adaptées aux tracteurs agricoles standard à roues ou à chenilles ont été utilisées pour l'exploitation forestière et le transport du bois mais ces équipements n'étaient pas totalement adaptés aux exigences des travailleurs forestiers notamment sur les pentes ou sur les terrains difficiles. C'est pour cette raison qu'à l'institut de recherche forestière de Kŕtiny, des recherches ont débuté au début des années 1960 dans l'idée de construire un tracteur à roues spécialement conçu pour le travail forestier.
C'est donc en 1966 à Krtiny que tout a commencé, dans un petit village d'à peine 800 habitants situé dans le district de Blansko en région Moravie du sud. Son centre de recherche sur la foresterie a construit dans des conditions modeste ce qu'on peut appeler comme le premier modèle de tracteur spécial forestier à roues tchécoslovaque. Ce modèle appelé "Badger" (blaireau en français) a été assemblé à partir de composants d'un tracteur ZETOR 4011 et d'un camion PRAGA V3S. Le village de Krtiny est lié à sa station de recherche dénommée VS Krstiny, située dans la forêt sur la colline de Bukovské. Sa mission principale était axée sur des recherches pour le développement technologique et mécanique de la foresterie, sur la rationalisation et la mécanisation du travail effectué en forêt. Cette station a joué un rôle fondamentale dans le développement de la technologique et de l'économie forestière non seulement en Tchécoslovaquie mais aussi à l'étranger où le centre était devenu célèbre. La station de Krtiny a aidé la Tchécoslovaquie a surmonter les années difficiles de l'après guerre et d'accélérer le stade de développement historiquement le plus dramatique passant du travail manuel et animal au degré le plus élevé de la mécanisation de l'ensemble du travail en forêt. La première tâche majeure du centre était axée sur l'utilisation de tracteurs à roues (UKT) pour concentrer le bois en remplacement des chevaux. La production des tout premiers prototypes de tracteurs a eu lieu dans l'usine Zetor ZKL de Brno. L'étroite collaboration avec le constructeur et sa division de recherche a permis d'accélérer le développement des tracteurs agricoles afin qu'ils soient adaptés pour le travail en forêt. Les tracteurs Zetor de gamme UR II ont joués un rôle essentiel dans l'évolution mécanique de la foresterie.
La station de recherche a été créée en 1951 dans des conditions modestes avec la contribution des salariés, grâce aussi à la participation de dirigeants de la faculté de foresterie de Brno et d'employés de l'entreprise forestière "Masary'k Forest". Peu de temps après, elle a déménagé à Švýcarna à Josefovské Údolí et à partir de 1954 elle était basée dans le château de Krtiny et ses ateliers étaient situés dans l'ancien bureau de poste. En 1966, la station s'est installée de manière définitive dans un nouveau bâtiment situé dans la forêt de Bubovský Kopci. À l'époque, les cinquante salariés de Krtiny ont développé et construit le premier modèle fonctionnel de tracteur forestier à roues avec des essieux provenant d'un camion Praga V3S, le moteur et la boîte de vitesses d'un tracteur Zetor 4011. Seulement deux prototypes auraient été produits, cette machine a ouvert la voie au développement et a apporté une véritable expérience pratique.

#### De Krtiny à ZTS Turciánské Strojárne Martin
À la fin des années 1960, les premiers tracteurs forestiers à roues de production étrangère (Timberjack, Kochums, Valmet) ont été achetés en petites quantités par différentes usines forestières afin d'être testés aux côtés des premiers prototypes d'engins slovaques et si la production en série était déjà envisagée, elle n'était pas encore lancée, seulement quelques modèles avaient été produits. Pour assurer la production en série des tracteurs forestiers au profil de la Tchécoslovaquie, il a été décidé par le gouvernement que le centre de recherche de VS Krtiny devrait collaborer avec le géant constructeur slovaque spécialiste de l'ingénierie lourde ZTS Turciánské Strojárne Martin (TEES) mais également avec l'institut forestier de Zvolen. Si le site industriel du constructeur Zetor ZKL avait été un instant envisagé, ZTS Martin était vraisemblablement la seule entreprise disposant d'une structure en mesure de produire les tracteurs forestiers. Les travaux de développement eurent lieu au centre de recherche de Turcianské Strojarne à Martin de 1967 jusqu'à 1971, année où la production en série des tracteurs forestiers à roues a commencé sur le site nouvellement acquis de Trstená.

#### De ZTS Martin à Trsténa
En 1969, ZTS TEES Martin a fait acquisition de l'entreprise nationale "Tatra Kopŕivnice" de Trstená, une ville de 4 000 habitants située au nord de la Slovaquie, près de la frontière polonaise, dans la région de Zilina. L'usine dont les premières pierres avaient été posées en 1961 sur les rives de la rivière Oravica, appartenait à Tatra depuis 1966 qui en avait fait l'acquisition auprès de la société KOOH-I-NOR de Bilovec. Par la suite, de nouvelles usines ont été construites pour élargir le programme de petits composants automobiles vers la production de composants majeurs que constituaient des sièges, des capots de moteurs pour les camions-grues, des cabines, des tuyaux d'échappement, des collecteurs d'admission, des réservoirs d'huile et bien d'autres éléments pour les voitures et les camions Tatra. Après son intégration à ZTS TEES Martin, le site a été réaménagé assez rapidement afin d'y intégrer le programme de production en série des tracteurs à roues forestiers. En 1971, l'usine a pris la dénomination ZTS Turciánske Strojárne Division Trstená.

### La production en série

#### Le tracteur forestier à roues LKT-75
Le premier modèle LKT aurait été inspiré du tracteur "Kochum" fabriqué par l'entreprise suédoise Kochum Landsverk AB, un engin également articulé mais avec des caractéristiques différentes et une puissance inférieure. Le LKT 75 est le premier tracteur forestier à remorque conçu et fabriqué en série dans les pays de l'Europe centrale et orientale. Il était de conception simple et robuste et réputé pour sa fiabilité et sa puissance. La conception de ce tracteur à roues était le résultat d'une demande croissante de machines qui élimineraient le travail pénible et dangereux pour les hommes chargés d'abattre les arbres en forêt. Conformément à la tendance mondiale en matière d'abattage et compte tenu de la technologie de travail éprouvée, les spécialistes de l'institut de recherche et de ZTS ont proposé l'utilisation d'un tracteur à roues équipé d'un treuil pour le débardage des grumes.
C'est ainsi que le centre de recherche de ZTS Martin s'est vu confier la tâche de développer un tracteur forestier sur la base du modèle "Badger" en coopération avec le centre de recherche de Krtiny. Pour assurer des coûts de production les plus bas du marché, il fallait choisir des composants de sous-ensemble déjà fabriqués sur le territoire national, c'est ainsi que le tracteur forestier s'est vu propulsé par un bloc Zetor, un des meilleurs moteurs diesel qui se faisait à l'époque et qui était fourni par le voisin ZKL Zetor. Le moteur Zetor Z8001 atmosphérique en 4 cylindres de 4 562 cm3 et d'une puissance de 80 chevaux était le même que celui qui équipait les tracteurs UR II Crystal. Si des transmissions issues de l'IFA Industrieverband Fahrzeugbau (Association industrielle pour la construction de véhicules) d'Allemagne de l'Est avaient été envisagées et celles du constructeur polonais STAR (Fabryka Samochodów Ciężarowych, FSC Star), ce sera finalement les transmissions manuelles du constructeur tchèque Praga qui seront choisies pour transmettre la puissance du moteur jusqu'aux essieux du LKT. La boîte de vitesses était constituée de cinq rapports avant et d'une marche arrière avec une gamme rapide (route) et une gamme lente (travail). La production de cette boîte de vitesses conçue à l'origine pour le nouveau camion tout-terrain Praga N-540 (qui n'est jamais entré en production de série), a été réalisée sur une documentation technique achetée auparavant puis a été améliorée ensuite par le centre de recherche de Martin qui par la suite a transféré sa production dans les usines de Gelnica et Prakovce situées dans l'Est de la Slovaquie où ce type de boîte de vitesses était encore produit en petites quantités en 2018. La caractéristique du tracteur était basée sur une conception simple et robuste, des essieux rigides avec roues non directrices étaient montés sur les châssis avant et arrière. La machine était pilotée par une liaison articulée des deux châssis autour d'un axe en rotation mutuelle par le biais de vérins hydrauliques. Cette solution s'est avérée très efficace et est devenue par la suite la base de presque tous les engins LKT. Les caractéristiques particulières ont permis à cet engin de se déplacer dans des zones forestières et dans des conditions difficiles là où les machines ne pouvaient pas atteindre auparavant. Le LKT-75 a été conçu pour le transport de bois avec un usage à temps plein. Il était équipé d'un bouclier arrière fixe et un treuil à tambour avec une force de 50 kN accompagné d'un câble d'une longueur de 77 mètres et une lame de rampe à l'avant. La cabine et le poste de conduite était tout ce qu'il y avait de plus simple, elle n'avait pas de portes et était constituée d'un cadre de protection massif en forme de cage et un parebrise vitrée.
Au début de l'année 1971, les cinq premiers prototypes des engins forestiers à roues LKT ont été assemblés et toutes une série de tests en conditions réelles sur le terrain ont été effectués. C'est ainsi que l'histoire des engins forestiers à roues a débuté. Pour produire les machines LKT, le site de Trsténa a dû être réaménagé et d'autres sites de ZTS Turčianské Strojarné Martin comme Hlinik nad Hronom, Lučenec, Malacký, Prakovce et Námestovo ainsi que d'autres fournisseurs externes à ZTS ont participé à la production. À partir de 1973, la production des composants majeurs des tracteurs forestiers à roues tels que les cabines, les châssis, les treuils et les essieux a été progressivement intégrée à l'usine de Trsténa .
Le LKT-75 a rencontré un véritable succès puisque ce serait 833 exemplaires qui auraient été assemblés à Trsténa lors de sa période de production entre 1971 et 1975. En 1974, le LKT-75 laissera la place à son successeur, le LKT-80, un modèle amélioré au niveau du poste de conduite et de travail ainsi que des paramètres de fonctionnement global.

#### Le modèle LKT-80
Après seulement trois années d'expérience de production en série, le modèle LKT-75 est remplacé par un nouveau modèle le LKT-80. Il se distinguait de son prédécesseur par quelques améliorations au niveau des paramètres de fonctionnalités global mais les changements majeurs se situaient au niveau du poste de travail et de conduite. La cabine était devenue fermée et sécurisée avec l'implantation d'une porte coulissante, un siège plus confortable avait été rajouté ainsi qu'un chauffage. La force de traction avait été légèrement augmentée passant de 50 kN à 59 kN. Grâce à la haute qualité et au design intemporel, le modèle LKT-80 a rencontré un fort succès puisqu'après son lancement, le volume de production annuelle a atteint les 1000 unités et cela pendant plusieurs années. ZTS Turčianské Strojárne est devenu en quelques années, un leader mondial dans ce secteur d'activité.

#### Le modèle LKT-81
En 1982, le modèle LKT-81 a été lancé sur les marchés. Le modèle se distinguait principalement de son prédécesseur par sa taille et son poids. Le changement le plus important a été l'implantation d'un nouveau treuil à double tambours ce qui a augmenté considérablement l'efficacité du travail. Le système électrique a vu sa tension basculer de 12 à 24 Volts DC. Le moteur et la transmission étaient presque identiques aux modèles précédents. Le modèle a rencontré un succès immédiat et a été produit jusqu'en 1993, avec peu de changement et sans grandes améliorations techniques  .

### Après la révolution de Velours

#### De ZTS TEES Trsténa à LKT Limited sro
Au début des années 1990, à la suite des différentes crises économiques et politiques, les marchés se sont effondrés et les ventes annuelles de tracteurs forestiers ont chuté passant de 1 000  à 50 unités seulement. À cette époque, ZTS a essayé de se diversifier dans de nouveaux domaines d'activités afin de maintenir l'emploi. De nouveaux produits ont été lancés comme le tracteur polyvalent forestier et agricole LPKT 40  ou l'engin de terrassement universel ZTS UZS-050 dont l'utilisation pouvait être adaptée comme chargeuse et excavatrice aussi bien dans le secteur du bâtiment ou de la construction que dans l'agriculture. Au milieu des années 1990, la maison mère ZTS TEES Martin a subi d'importantes difficultés d'ordres financières qui ont forcés le trust VHJ-ZTS à se dissoudre, un plan de ré-organisation et de restructuration a été lancé par le gouvernement qui a eu pour conséquence le licenciement de 90% des salariés de ZTS TEES Division Trsténa. En 1995, le modèle LKT-90 est lancé sur les marchés, un engin remarquable en raison de son nouveau design, de son équipement en cabine, de son confort, de son ergonomie et de sa nouvelle transmission automatique. En 1997, la société ZTS Lesné Traktory Trsténa, constructeur d'engins forestiers a été créée comme une entreprise indépendante sous le contrôle de la société de redressement publique DMD Group a.s dont le siège est à Trenčin.
En 2001, le modèle LKT-82 a fait son apparition, un engin restylé et amélioré. En 2002, en raison de ses dettes accumulées, la société ZTS Lesné Traktory Trsténa est déclarée en faillite par le gouvernement slovaque. En 2004, deux anciens cadres et employés, Beáta Jendrušáková et Peter Šinál, ont décidé d'acheter le site de production et la moitié des actions de l'entreprise l'autre moitié étant détenu par Martimex a.s, la société de commerce extérieure des engins LKT. La nouvelle société a été rebaptisée LKT s.r.o . C'est ainsi que le constructeur d'engins a été sauvé de la faillite évitant ainsi sa disparition en préservant une partie des emplois. À partir de 2004, un changement d'identité s’opère, les engins forestiers à roues assemblés à Trsténa ne seront plus commercialisés sous la marque ZTS mais sous la marque LKT et sous une couleur vert et jaune qui furent adoptées auparavant en 2002. LKT s.r.o n'avait que deux options à choisir: soit les engins LKT devaient évoluer en s'adaptant aux nouvelles technologies de l'exploitation forestière et de la transformation du bois, soit le constructeur continuait de produire des engins avec des technologies issues du passé comme ce fût le cas pour les tracteurs agricoles ZTS et la disparition était quasi assurée. En 2006, après s'être dirigé vers Perkins et Yanmar, LKT cesse définitivement de s'approvisionner en moteurs Zetor et Martin Diesel produits par la société sœur et partenaire historique DS Martin. Le constructeur a conclu de nouveaux contrats de fournitures de moteurs modernes auprès des fabricants JCB, Iveco (FPT) et Cummins.

#### LKT depuis 2020
L'usine produit les modèles LKT 60, LKT 130 ITL, LKT 150 et LKT 210, d'une puissance comprise entre 75 et 200 kW (100 à 260 CV). Le milieu de la foresterie a beaucoup évolué depuis 1970, chaque engin LKT est personnalisé comme une "voiture de luxe", les véhicules sont conçus sur mesure en fonction des besoins du client, il peut choisir le type de moteur, les essieux, la transmission et diverses autres fonctions et accessoires. Un engin LKT est composé d'environ 3 500 pièces, si l'usine se procure les composants principaux tels que les moteurs, les essieux, les boîtes de vitesses, les cabines auprès de différents fournisseurs et elle prévoit dans l'avenir de produire davantage de pièces en interne. Chaque année, c'est environ une trentaine d'engins qui sont produits à Trsténa avec une technologie entièrement revue et améliorée, par conséquent plus rien ne subsiste des caractéristiques techniques des engins ZTS sur les engins forestiers LKT de dernière génération.

### Les modèles
La désignation du modèle est composée par les abréviations du type de l'engin :
- LKT ( Lesný Kolesový traktor) = tracteurs forestier à roues (débusqueur),
- LOS (Lesný Odvetvovaci Stroj) = machine pour l'ébranchage forestier (abatteuse)
- VKS (Vyvazaci Kolesový Stroj) = porteur sur roues
- LPS (Lesný Pribliżovali Stroj) = machine d'approche forestière (machine à scier et à débarder)
- LPKT (Leso Pestovateľský Kolesový Ťahač ) = tracteur pour la foresterie et l'agriculture

Suivit des chiffres correspondants à la puissance du moteur (de 575 à 200 kW).
La base de presque toutes les machines tracteurs à roues LKT était constituée sur une rotation du châssis articulé avec des essieux avant et arrière fixes et des roues non directionnelles. À partir de 2002, les engins LKT ont adopté les couleurs vert et jaune. 

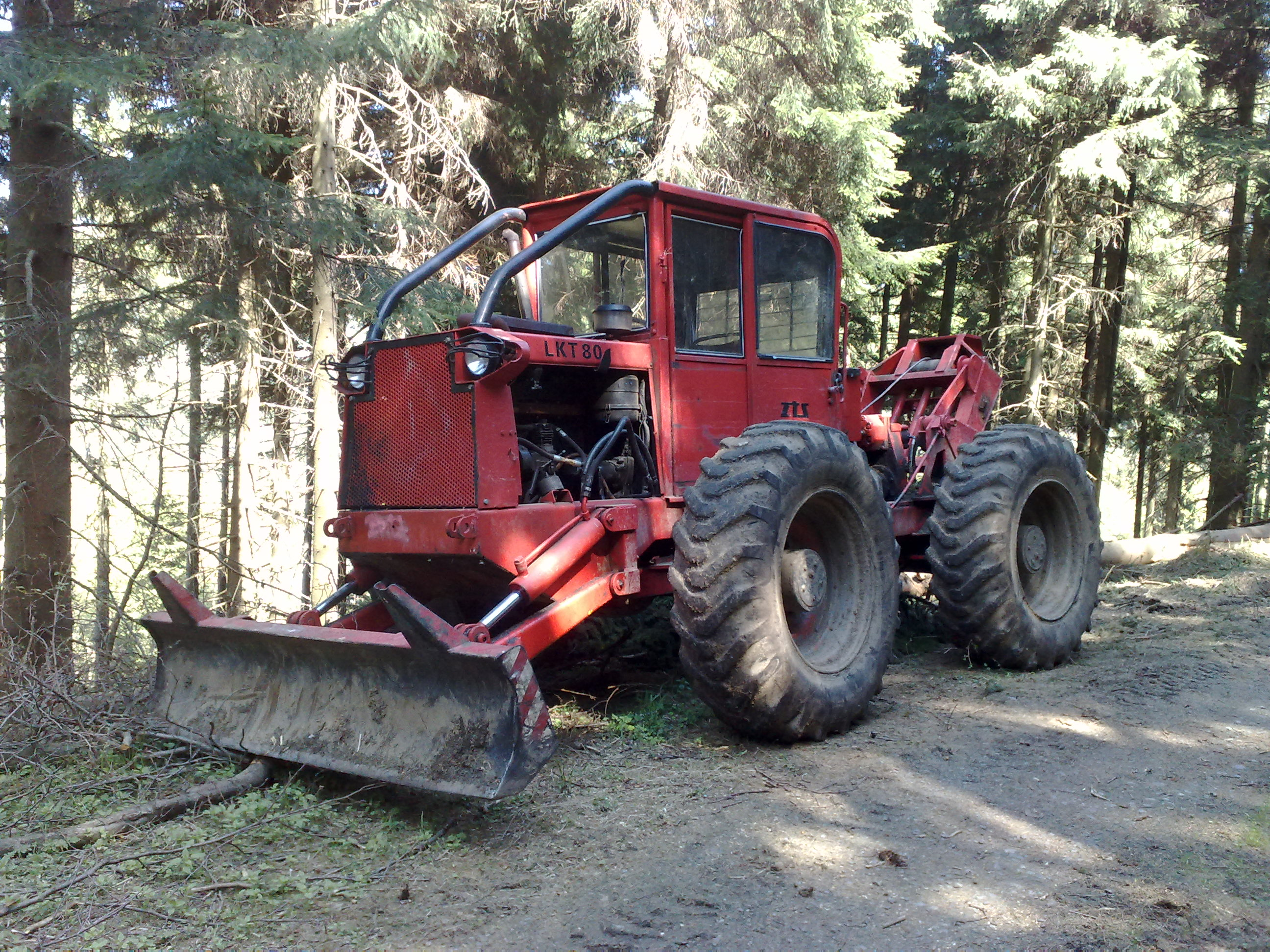
LKT 80

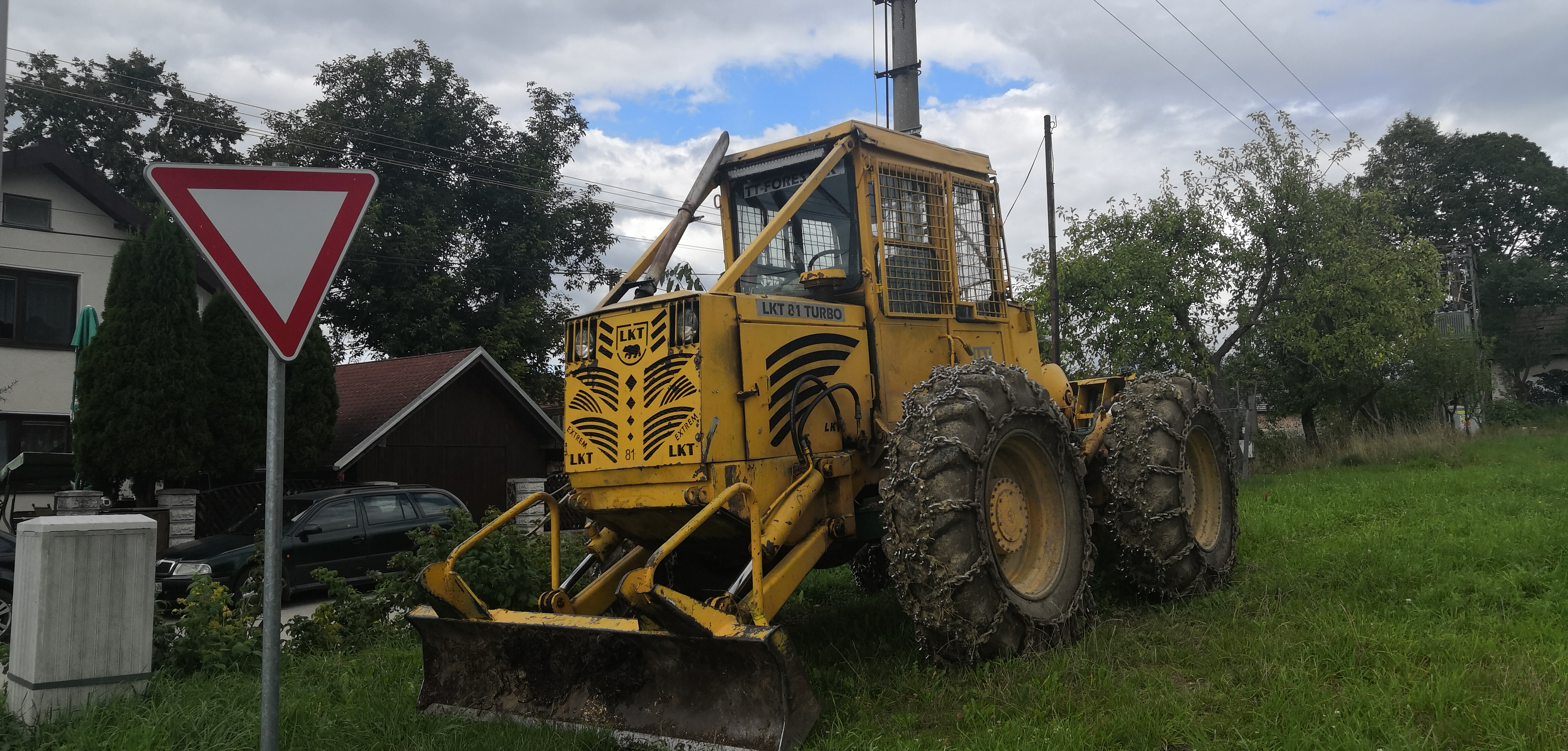
LKT 81

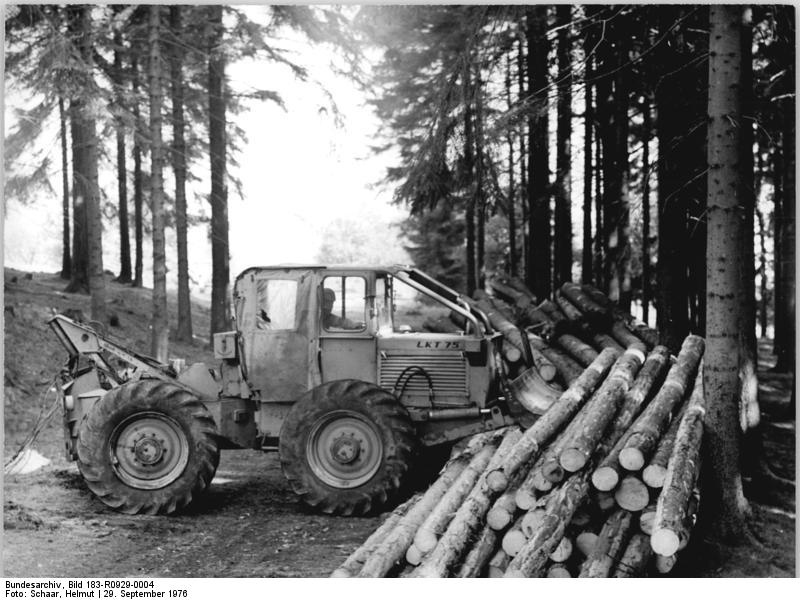
LKT 75

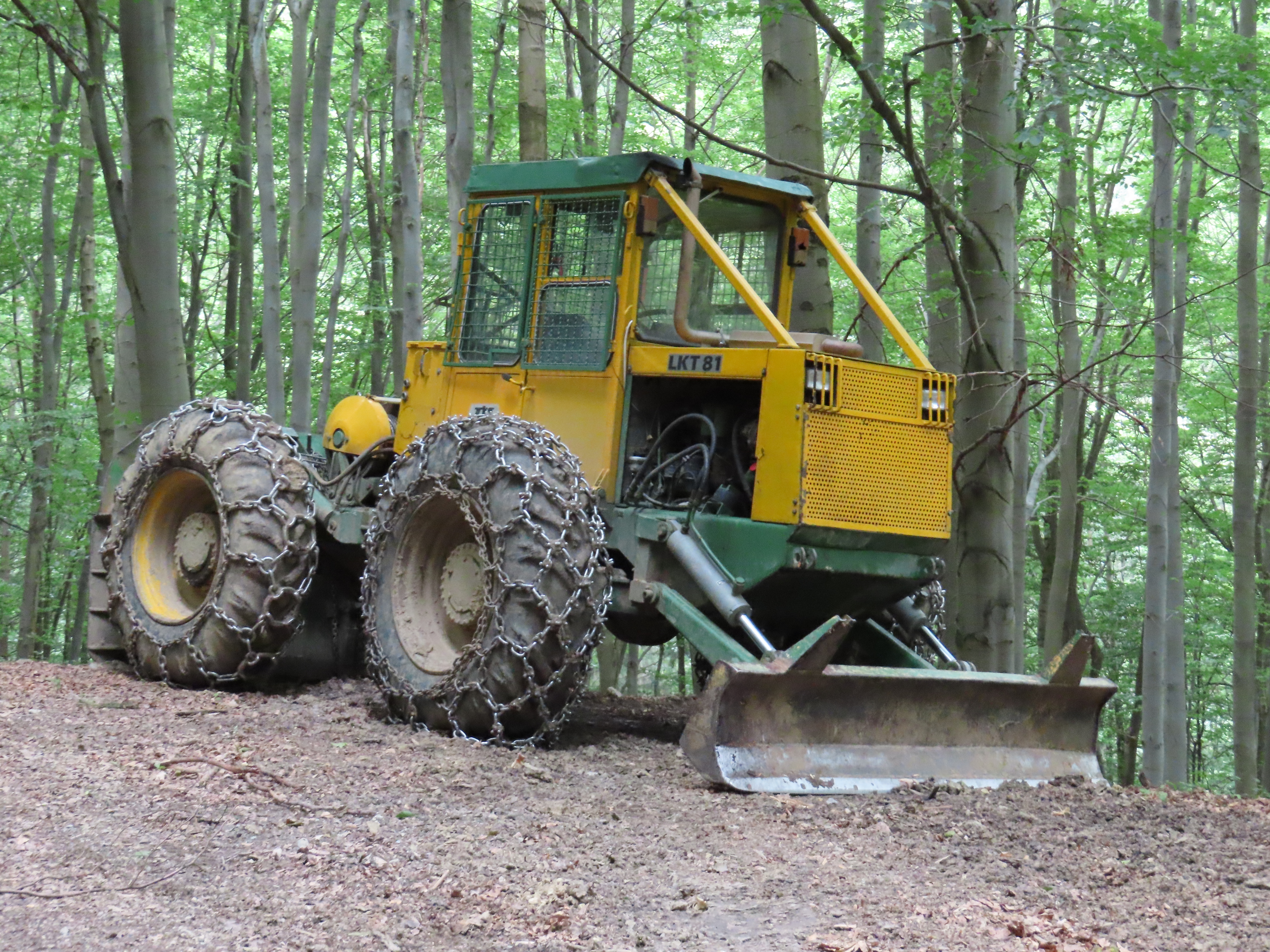
LKT 81

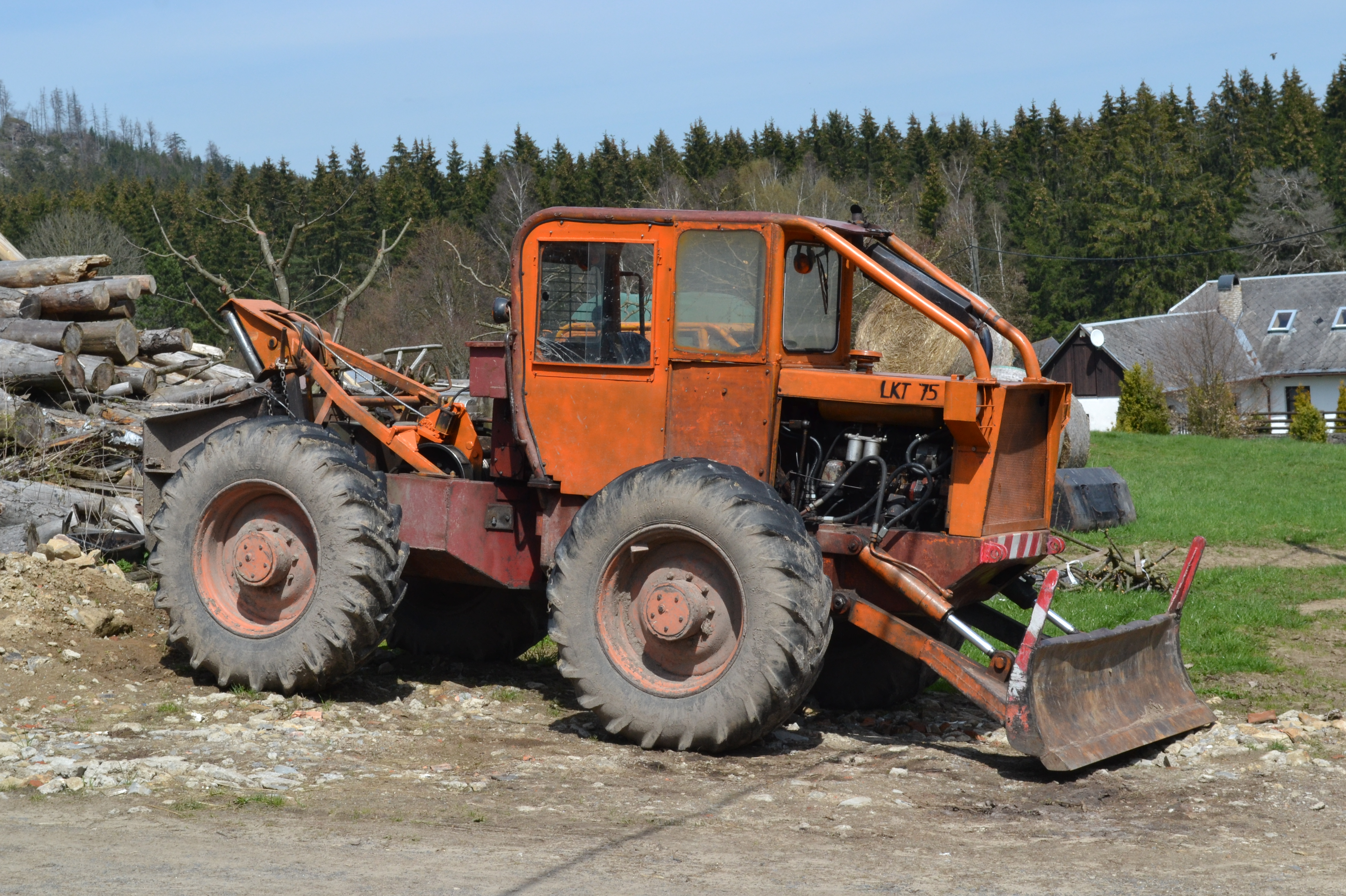
LKT 75

#### Liste détaillés des modèles et volume de production
,
| Modèle      | Période de production | Moteur                                              | Volume de production |
| ----------- | --------------------- | --------------------------------------------------- | -------------------- |
| LKT 75      | 1971 - 1975           | Zetor 8001                                          | 833                  |
| LKT 80      | 1974 - 1982           | Zetor 8001                                          | 5 806                |
| LKT 80 D    | 1974 - 1982           | Zetor 8001                                          | 5 806                |
| LKT 81      | 1981 - 1993           | Zetor 8401.38                                       | 5 859                |
| LKT 81 T    | 1986 - 2013           | Zetor 8002.138, Martin Diesel 8004                  | 5 859                |
| LKT 120 A   | 1978 - 1997           | Zetor 8601.03, Zetor 8701.77                        |                      |
| LKT 120 B   | 1978 - 1997           | Zetor 8601.03, Zetor 8701.77                        |                      |
| LKT 120 A T | 1978 - 1997           | Zetor 8602.177                                      |                      |
| LKT 120 B T | 1978 - 1997           | Zetor 8602.177                                      |                      |
| VKS 120 S   | 1978 - 1997           | Zetor 8601.03, Zetor 8701.77                        |                      |
| LPS 160     | 1981 - 1982           | Zetor 8602.187                                      |                      |
| VKS 160 C   | 1981 - 1982           | Zetor 8602.187                                      |                      |
| LOS 160     | 1982 - 1989           | Zetor 8602.187                                      |                      |
| LKT 160.31  | 1983 - 1989           | Zetor 8602.187                                      |                      |
| LKT 160.32  | 1984 - 1989           | Zetor 8602.187                                      |                      |
| VKS 90.41   | 1990 - 1999           | Zetor (Martin diesel) 8004.018                      |                      |
| LPKT 40     | 1990 - 1998           | Zetor 7201.48, Lombardini, Cummins                  |                      |
| LKT 90      | 1995 - 1998           | Martin Diesel 8004.018                              |                      |
| LKT 90 A    | 1995 - 1998           | Martin Diesel 8004.018                              |                      |
| LKT 90 B    | 1995 - 1998           | Martin Diesel 8004.018                              |                      |
| LKT 120 T-H | 1997 - 2003           | Martin Diesel 8602.177                              |                      |
| LKT 50      | 1998 - 2008           | Perkins 704-30, Perkins 1104 C-44 Yannmar 4D98E-2HC |                      |
| LKT 100 F   | 1999 - 2004           | Perkins 1004-40 TW, Martin Diesel 8004.017          |                      |
| LKT 82 T    | 2000 - 2006           | Martin Diesel 8004.042                              |                      |
| LKT 82 C    | 2000 - ...            | Cummins B3 9-C 125                                  |                      |
| LKT 82      | 2006- ...             | Iveco, JCB                                          |                      |
| LKT 81 C    | 2008 - 2013           | Cummins B4 5-C99                                    |                      |
| LKT 81 ITL  | 2008 - ...            | JCB TCA-85                                          |                      |
| LKT 150     | 2013 - ...            | JCB Ecomax                                          |                      |
| LKT 175     | 2013 - ...            | JCB Ecomax                                          |                      |
| LKT 210     |                       |                                                     |                      |
| LKT 240     |                       |                                                     |                      |
| LKT 130 ITL |                       |                                                     |                      |
| LKT 60      |                       |                                                     |                      |

## Dates clés
- 1966: création du premier tracteurs forestier à roues à base de composants Zetor et Praga par VS Krtiny sous le nom de "Badger"
- 1967: début de la collaboration entre VS Krstiny et ZTS Turčianské Strojárne Martin
- 1969: ZTS Turčianské Stojárne Martin fait l'acquisition des ateliers de l'usine Tatra Kopŕivnice située à Trsténa
- 1971: assemblage des premiers prototypes de tracteurs forestier à roues LKT-75 et lancement de la production en série
- 1974: lancement du nouveau modèle LKT-80
- 1982: le modèle LKT-81 ainsi que le modèle LKT 120 font leur apparition
- 1987: sortie du modèle LKT-81 Turbo
- 1990: apparition d'une nouvelle génération de tracteurs polyvalents le LPKT 40
- 1995: le modèle LKT-90 est lancé sur les marchés
- 1991: ZTS TEES Division Trsténa devient une société indépendante
- 1997: création de la société ZTS Lesné Traktory Trsténa sous le contrôle de DMD Group
- 2001: sortie du nouveau modèle LKT-82
- 2002: faillite de ZTS Turciánske Strojárne Martin - Les engins adoptent de nouvelles couleurs, ils sont désormais vert et jaune
- 2004: L'entreprise ZTS Lesné Traktory Trsténa devient LKT sro et adopte un nouveau logo. Elle est sauvée de la faillite grâce à son rachat par deux anciens salariés Peter Sinal et Beata Jendrusakova LKT
- 2006: fin de la collaboration entre LKT et DS Martin pour la fourniture de moteurs
- 2009: le modèle LKT-81 est remplacé par une version modernisée, le LKT-81 ITL, un engin doté de nouvelles technologies comme la transmission automatique Powershift
- 2011: début de la production d'un nouveau type d'engin le modèle LKT-150
- 2013: une grande machine fait ses débuts le LKT-175, il s'agit d'une machine "combinée débusqueuse et débardeuse"
- 2020: les modèles sont entièrement modernisés avec une toute nouvelle cabine et de nouveaux dispositifs de commandes